# Nematasketum
Nematasketum diversiforme ist ein rätselhaftes Fossil aus dem Devon. Es ähnelt in der Struktur Prototaxites und ist aus inkohlten, dreidimensional erhaltenen Fossilien bekannt. Es besteht aus Röhren in zwei Größenklassen, von denen einige innere Verdickungen besitzen. 
Nematasketum wird zu den Nematophyta gezählt.
Nematasketum wurde früher entweder als Pilz oder als Alge interpretiert. Die Diversitätsfforschung an frühen nicht-Embryophyta hat nun Exemplare, die bereits zu Kohle geworden waren, elektronenmikroskopisch untersucht. Bei diesen Untersuchungen konnten erstmals Strukturen nachgewiesen werden, die Ähnlichkeiten mit dem linearen Mycelfäden von Pilzen haben.